# Cataglyphis tartessica
Cataglyphis tartessica es una especie de hormigas endémicas del sur de la España peninsular.